# 강릉 임당동성당
강릉 임당동성당은 대한민국 강원특별자치도 강릉시 임당동에 있는 성당이다. 2010년 2월 19일 대한민국의 국가등록문화재 제457호로 지정되었다.

## 개요
1950년대 강원도 지역 성당 건축의 전형을 보여주는 건물로 외관의 뾰족한 종탑과 지붕 장식, 첨두형 아치 창호, 부축벽을 이용한 입면구성 및 내부의 정교한 몰딩구성 등 의장기법에서 보존가치가 높다.

## 참고 자료
- 강릉 임당동성당 - 국가유산청 국가유산포털